# SOMEWHERE IN ASIA
『RINREI SOMEWHERE IN ASIA』（リンレイ サムウェア・イン・エイジア）は、2017年10月7日（6日深夜）から2019年3月30日（29日深夜）までJ-WAVEで放送されていたラジオ番組である。リンレイの一社提供。

## 概要
女優の金沢雅美がナビゲーターを務めていた深夜放送で、毎週土曜 0:30 - 1:00（金曜深夜、日本標準時）に放送。
番組は、金沢が演じる旅人「ヤーメイ」がアジア各地を巡りながら毎回つぶやくモノローグを中心に進行。それを通じてリスナーに、ガイドブックでは伝わらない現地の音や雰囲気などを感じ取ってもらうことをコンセプトにしていた。その一環で、番組中にアジアン・ポップスをかけることもあった。
番組の終了後、金沢は後継番組の『RINREI MUSIX ASIA』に出演した。